# سيلفيا لويس
سيلفيا لويس (بالإنجليزية: Sylvia Lewis)‏ هي راقصة ومصممة رقص وممثلة أمريكية، ولدت في 22 أبريل 1931 في الولايات المتحدة.

## وصلات خارجية
- سيلفيا لويس على موقع IMDb (الإنجليزية)
- سيلفيا لويس على موقع قاعدة بيانات برودواي على الإنترنت (الإنجليزية)
- سيلفيا لويس على موقع إن إن دي بي (الإنجليزية)
- سيلفيا لويس على موقع قاعدة بيانات الفيلم (الإنجليزية)